# Bo Xilai
Bo Xilai (província de Shanxi, 1951) é um líder chinês preso perpetuamente em março de 2012, foi deposto e expulso do partido em abril do mesmo ano acusado de corrupção, abuso de poder, envolvimento no assassinato de um empresário britânico importante para o país, chamado Neil Heywood, e ordenado por sua esposa Gu Kalai, como também "relações sexuais impróprias com um certo número de mulheres" e outras "graves violações da disciplina". Estudou na Universidade de Pequim e é casado com Gu Kailai.

## Trajetória
Bo Xilai nasceu em uma familia de grandes figuras revolucionárias, seu pai, Bo Yibo, era um lider revolucionário sênior, sendo uma figura de destaque no Partido Comunista Chinês desde sua fundação, e reconhecido como parte dos Oito Imortais da narrativa revolucionária chinesa. Bo Yibo entrou no partido em 1925, fundado há apenas 4 anos, e sua carreira política-burocrática se estenderia por 70 anos, tendo sido prisioneiro dos nacionalistas na década de 1930, parte da resistência contra os Japoneses a partir de 1939, e então, desde o início do governo do partido, ele foi ministro de finanças e secretário da Comissão de Planejamento de Estado. Durante a Revolução Cultural ele foi removido de seu cargo, preso, e sua família foi perseguida, e sua esposa provavelmente se suicidou nesse período. Foi reabilitado com Deng Xiaoping, e retomou posições influentes em 1980 e 90. Apesar de seu histórico de perseguição, foi uma das lideranças mais confiantes em defender o massacre de 1989.
Bo Xilai foi o segundo filho da família, e sua entrada na política foi favorecida pelo movimento do partido de renovar as lideranças, retirando os mais velhos e permitindo a cada família da elite o apontamento de um filho para assumir a carreira política, numa medida de controle do nepotismo endêmico do partido. Xilai foi escolhido. Diferente de outros membros da elite chinesa, ele carregava um ressentimento em relação ao período Maoista tardio, dado a perseguição sofrida por seu pai, por sua carreira acadêmica frustrada na Universidade de Tsinghua, e a criminalização que ele próprio enfrentou na disputa interna nos Grupos da Aliança Revolucionária, entidade estabelecida para promover a Revolução Cultural, por conta disso ficou preso de 1972 a 1975.
Começou a receber reconhecimento enquanto prefeito de Dalian na década de 1990, ao promover o turismo e estabelecer um festival internacional de moda, seus esforços de criar políticas políticas sociais, como garantir moradias mais baratas e melhores salários, mobilizaram o apoio local e repercutiram nacional e internacionalmente. Em sequência foi promovido a governador da provincia de Liaoning de 2001 a 2004, quando se tornou Ministro de Comércio da República Popular da China, o que favoreceu sua projeção nacional e internacional, enquanto um político habilidoso e carismático.

## Modelo de Chongqing
Em 2007, Bo Xilau assumiu o cargo de Secretário do Partido em Chongqing, onde sua ascensão política assumiria uma nova intensidade. Lá contribuiu para o que é conhecido como Modelo de Xunquim(Modelo de Chongqing). Uma de suas políticas chaves, introduzidas em 2008, foi a garantia de direitos de residência a imigrantes rurais, na tentativa de corrigir as injustiças e imbalanços do Sistema Hukou, que institui limitações de migração interna na China, negando o acesso a bens públicos, como saúde, educação e subsidios de moradia, à vasta classe de trabalhadores imigrantes que dão base à economia chinese - 230 milhões de pessoas, segundo o censo de 2010. Uma política provou seu apelo popular. Por essa medida Bo Xilai passou a ser caracterizado por alguns como um Neo-Maoista, apesar da incompatibilidade com a política anti-rural concretamente praticada no período maoista. Mas além disso Bo Xilai passou a promover o que ele descreveu como movimento da cultura vermelha, essa sim uma atitude de conotações populistas que apelava ao repertório simbólico do período maoista, e envolvia a popularização de canções vermelhas. Seu esforço propagandístico em geral recorria a diversos recursos usados por Mao Tse-Tung em sua maestria publicitária. Bo Xilai buscou também recolocar a questão moral sobre o Partido, e sua missão central de protetor da nação chinesa contra a injustiça social, para isso ele usou como alvo o crime organizado de Chongqing, enquanto uma representação exemplar dos males sociais que atravessam a sociedade chinesa e exigem intervenção do partido. Xilai conduziu assim uma sangrenta repressão do crime organizado no período de 2008 a 2011, essa campanha anti-máfia ocupou em seu discurso um lugar central na narrativa moral. Ações como essa tiveram imenso retorno popular, apesar da exposição amplo uso de tortura e práticas extralegais durante a campanha, que se tornou efetivamente uma campanha anti-corrupção que atingiria pessoas da elite econômica da região.

## Criminalização
No momento impar da história chinesa em que a geração de lideranças como Hu Jintao e Wen Jiabao começava à ser substituida no partido, muitas disputas se iniciaram. Em fevereiro de 2012, Wang Lijun, conselheiro chefe de segurança de Bo, acusado pelo advogado Li Zhuang de promover algumas das mais brutais práticas extralegais na campanha anti-máfia, fugiu para o consulado Estadunidense em Chengdu, mas mesmo assim foi preso e colocado sob custódia das autoridades chinesas. Ele estava sendo investigado por abuso de poder logo quando um empresário britânico, Neil Heywood, foi assassinado em novembro de 2011. Quando começaram a surgir as suas confissões relacionadas a Bo Xilai, sua esposa, Gu Kailai, foi acusada da autoria do crime. Logo os três estavam presos, sendo Bo Xilai acusado de corrupção.
Haywood supostamente cultivou vínculos de influência com a família de Bo Xilai, e foi a Chongqing justamente para negociar desentendimentos sobre pagamentos com Gu Kailai, o que terminou com seu assassinato em um hotel. As ligações de Bo Xilai com o acontecimento, porém, não estavam claras além de sua susposta tentativa de cobrir o assassinato cometido por sua esposa. Interpretações do caso apontam uma motivação política na criminalização de Bo Xilai, vísivel no discurso de denúncia de Wen Jiabao durante o Congresso Nacional Popular. A recorrência da Revolução Cultural nos discursos de Bo Xilai como também os críticas públicas contra membros da elite política conduzidas pela base neo-maoista admiradora de Bo, foram causas de seu crescente desentendimento com a maioria do partido, como o próprio Wen Jiabao, que já havia sido criticado publicamente pela esquerda chinesa e acusado de trair o legado de Mao. Toda a trajetória popular de Bo Xilai foi apontada como motivo do ressentimento da elite tecnocrata do partido comunista, pouco afeita a uma presença carismática e a medidas da esquerda chinesa. Algo que, segundo críticos, deixou em aberto as disputas políticas internas ao partido na era pós-Mao, e os usos e desusos considerados aceitáveis e inaceitáveis pela elite política receosa das massas e ressentida dos políticas Maoistas tardias, como a Revolução Cultural e o Grande Salto Adiante.
As amargas decepções desse periodo de intenso idealismo é algo do qual a China ainda está se recuperando, com lideres pós-Maoistas se concentrando em entregar resultado mensuráveis e tangíveis, e se distanciando de mobilizações sociais com intensas proclamações sobre realizar o destino e se esforçar por um futuro onde todas as contradições serão resolvidas e o mundo entrará em uma era dourada. Um pragmatismo teimoso continua sendo a mentalidade dominante desde Deng Xiaoping, com a cumplicidade da sociedade sendo conquistada através de ganhos materiais, e uma dimensão política que é fortemente escondida da vida cotidiana do povo.